# ジェイエムエス・ユナイテッド
ジェイエムエス・ユナイテッド株式会社（JMS-United Co.,Ltd.）は、コールセンター事業などを行う日本の企業。インパクトホールディングスの100%子会社。旧社名は日本マルチメディアサービス株式会社。

## 概要
コールセンター業務やセールスプロモーション業務、ゲームソフト・パチンコ・パチスロのサウンド業務を主として行っている。また、一部通信事業者から電話番号案内業務を受託している。
パチンコ・パチスロのデバッグ業務は2015年5月に株式会社サミー80%、日本マルチメディアサービス株式会社20%の出資比率で設立されたサミーデジタルセキュリティ株式会社へほぼ移行し、人材サービス事業も手掛けていたが、2016年4月に子会社のジェイネクスト株式会社へ移管された。
セガサミーホールディングスは2019年11月29日に、保有するジェイエムエス・ユナイテッド全株式を、2020年1月31日付でインパクトホールディングスへ譲渡することを発表。ジェイエムエス・ユナイテッドは2020年1月31日付でインパクトホールディングスの子会社となったと同時に、セガサミーグループから離脱した。但し、ジェイエムエス・ユナイテッドの子会社であるMPandCに関しては、セガサミーホールディングスが全株式を取得した上で、セガサミーホールディングスの子会社となった。

## 沿革
- 1994年6月 - フランステレコムを中心としたミニテルシステム企画のため設立。
- 1997年12月 - 携帯電話向け電話番号案内サービスを開始。
- 2002年4月 - コンタクトセンター業務委託を開始。
- 2002年10月 - 日本初の音声認識による自動電話番号案内サービスを開始。
- 2003年 - 第三者割当増資により、サミー株式会社の子会社となる。
- 2005年4月 - セガサミーホールディングス株式会社設立に伴い、セガサミーホールディングスの子会社となる。
- 2004年4月 - 人材サービス事業を開始。
- 2007年12月 - 番号案内転送サービスを開始。
- 2010年4月 - 東京本社を東京都台東区秋葉原に開設。
- 2011年2月 - 株式会社patina（初代）と株式会社サコーの全株式を取得し子会社化。
- 2011年3月 - 子会社であるJMSソリューションズ株式会社（初代）の商号をインフィニトーク株式会社へ商号変更。
- 2011年4月 - 子会社の再編を行い、株式会社サコーを存続会社とした上で、サコー・patina（初代）の2社が合併し、サコーの商号を株式会社patina（2代）へ変更。
- 2012年8月 - 株式会社アネスト（後のジェイネクスト株式会社）の全株式を取得し子会社化[3]。
- 2014年5月 - イー・ガーディアン株式会社と資本業務提携を締結。
- 2014年12月 - 東京本社を秋葉原から新宿住友ビルへ移転。JMSコミュニケーションズ株式会社（2代）を設立。資本金を8億3500万円から1億円へ減資。
- 2015年4月 - セガサミーグループ再編に伴い、株式会社ウェーブマスターを株式会社のセガサミーホールディングスの子会社から当社の子会社とする。
- 2016年1月 - 株式会社キャリアスタッフの全株式を取得し子会社化[4]。
- 2016年4月 - 子会社の再編を行い、株式会社アネストを存続会社とした上で、アネスト・株式会社patina・株式会社キャリアスタッフの3社が合併し、アネストの商号をジェイネクスト株式会社へ商号変更。同時に人材サービス事業をジェイネクストへ移管。
- 2017年2月 - 株式会社日本司会者協会の全株式を取得し子会社化。
- 2017年4月 - 陸上競技者（短距離種目）の島田沙絵（青山学院大出身）が加入。
- 2017年10月 - 商号を日本マルチメディアサービス株式会社からジェイエムエス・ユナイテッド株式会社へ変更[5]。
- 2018年8月 - 本社を西品川にある住友不動産大崎ガーデンタワーオフィス棟へ移転[6][7]。
- 2019年4月 - インフィニ・トーク株式会社を吸収合併[8]。
- 2020年1月 - 株式譲渡により、インパクトホールディングスの完全子会社となる[1]。